# Misja kadrowego
Misja kadrowego (ang. The Human Resources Manager) – izraelsko-niemiecko-francusko-rumuński komediodramat z 2010 roku w reżyserii Erana Riklisa na podstawie powieści Awrahama Jehoszuy.
Zdjęcia do pierwszej połowy filmu powstały w Izraelu (Jerozolima), a do drugiej - w Rumunii (Sybin, Călărași).

## Fabuła
Czterdziestoletni kadrowy pracuje w jednej z największych piekarni w Jerozolimie. Pewnego dnia w samobójczym ataku bombowym ginie jedna z pracownic, a piekarnia zostaje oskarżona przez media o niehumanitarną i obojętną postawę wobec zatrudnionych w niej obcokrajowców. Julia była z pochodzenia Rumunką, jej ciało przez tydzień czekało na identyfikację. Kadrowy ma za zadanie załagodzić skandal. Ma osobiście eskortować trumnę z ciałem Julii do jej rodzinnego domu w Rumunii.

## Obsada
- Mark Iwanir jako menadżer ds. zasobów ludzkich
- Guri Alfi jako Weasel
- Noah Silver jako chłopak
- Rosina Kambus jako konsul
- Julian Negulesco jako wicekonsul
- Bogdan E. Stanoevitch jako były mąż
- Gila Almagor jako wdowa
- Rejmond Amsalem jako była żona menedżera